# Dominique Pouderous
Dominique Pouderous (né à Villeneuve-lès-Béziers le 22 juin 1721, mort à Béziers le 10 avril 1799), ecclésiastique, fut évêque constitutionnel de l'Hérault de 1791 à 1799.

## Biographie
Dominique Pouderous nait à Villeneuve-lès-Béziers. Jusqu'à la Révolution française il est pendant 35 ans,  vicaire puis curé de la paroisse Saint-Martin-du-Jaur à Saint-Pons-de-Thomières. Lors de la préparation des États généraux de 1789, le clergé de la sénéchaussée de Béziers se réunit au mois de mars et il est nommé commissaire et chargé de la rédaction des cahiers de doléances. Il se prononce pour la réunion des trois ordres et s'oppose à l'évêque Louis-Henri de Bruyère de Chalabre et à son clergé, qui protestent et quittent l'assemblée. Pouderous refuse cependant d'être député du clergé, arguant de ses infirmités et de son âge. L'Assemblée constituante, proclame en juillet 1790 la Constitution civile du clergé à laquelle il adhère avec enthousiasme. Il proclame même son attachement à la nouvelle organisation de l’Église devant ses paroissiens de Saint-Pons en février 1791. 
Le 3 mars 1791, il est élu par l’assemblée électorale évêque constitutionnel du département de l'Hérault, succédant aux évêques des diocèses de Montpellier, Lodève, Saint-Pons et Béziers où il réside. Il est sacré évêque à Notre-Dame de Paris le 3 avril 1791. Dominique Poudérous exerce son autorité épiscopale jusqu’en 1793, dans des conditions de plus en plus difficiles. Sous la Terreur, les églises sont fermées au culte constitutionnel et souvent transformées en temples de la raison. Un décret d'août 1794, oblige les prêtres à se retirer dans leur pays natal ; l’évêque constitutionnel rejoint alors Villeneuve-lès-Béziers. Par la loi du 3 ventôse an III (21 février 1795), la Convention nationale proclame le rétablissement de la liberté des cultes. Poudérous se déplace alors à Saint-Pons-de-Thomières et séjourne dans cette ville plusieurs mois. Dominique Poudérous travaille ensuite à la réorganisation de l’Église constitutionnelle, il prépare le concile national d'août 1797 et correspond avec l’évêque constitutionnel Henri Grégoire. Il réunit un synode diocésain en 1798, alors qu'il est déjà très affaibli par une première attaque cérébrale. Une seconde attaque le rend grabataire vers septembre 1798. Il meurt à Béziers le 10 avril 1799.